# Hayei Sarah
Hayei Sarah, Haye Sarah, ou Hayye Sarah (hébreu : חיי שרה « la vie de Sarah ») est la cinquième parasha (section hebdomadaire) du cycle annuel juif de lecture de la Torah.
Elle est constituée de Genèse 23:1–25:18. 
Les Juifs de la Diaspora la lisent le cinquième Shabbat après Sim'hat Torah, généralement en novembre.

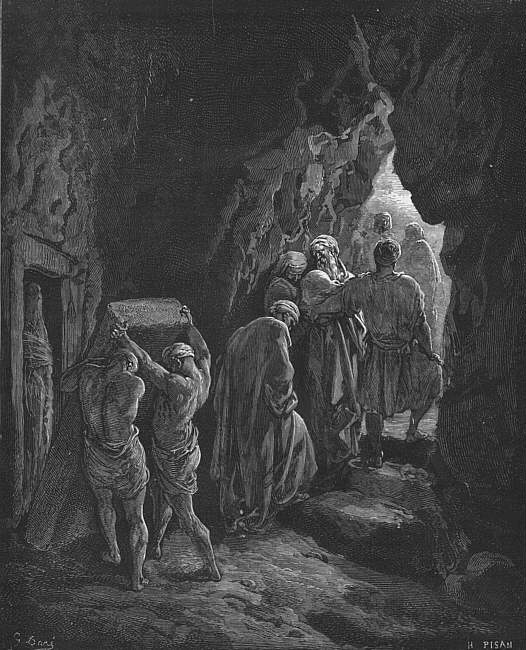
L'enterrement de Sarah (illustration de Gustave Doré)

## Résumé
Sarah meurt à « 127 ans » Abraham acquiert la grotte de Makhpela comme caveau familial. Il charge ensuite son serviteur le plus fidèle, Eliézer de trouver une femme pour Isaac parmi sa famille à Harran. Eliézer rencontre au puits Rebecca  qui se trouve outre sa générosité être la fille de Bethuel, neveu d'Abraham. Grâce à de somptueux présent, Eliézer obtient de repartir avec Rebecca. Les mariés se rencontrant en Canaan tombent fortement amoureux. 
Abraham se remarie à Ketourah, qui lui donne de nombreux fils, lesquels donneront naissance à autant de nations. Après avoir fait d'Isaac son unique héritier, Abraham meurt « rassasié de jours » à 175 ans. Il est enseveli par Isaac et Ismaël, dont le récit biblique établit la descendance et rapporte le décès.

### Divisions de la parasha lors de la lecture synagogale du sabbath
La lecture de la parasha à la synagogue le sabbath est traditionnellement divisée en sept sections, pour lesquelles un membre différent de la congrégation est appelé à lire. La première lecture, le rishon, échoit traditionnellement à un cohen, la seconde, appelée sheni, à un levi, les suivantes à un israël (ni cohen ni levi). La septième section comporte une sous-section, le maftir, qui est lu par la personne qui lira ensuite la haftara.
Les sections de la parashat Hayé Sarah sont:
- rishon:
- sheni:
- shlishi:
- revi'i:
- hamishi:
- shishi:
- shevi'i: 
  - maftir:

### Divisions de la parasha lors de la lecture synagogale du lundi et du jeudi
Une lecture publique de la parasha fut instaurée par Ezra le Scribe le lundi et le jeudi à la synagogue. Cette lecture, sensiblement plus courte, ne comprend que trois sections, la première réservée au cohen, la seconde au levi, la troisième à un israël
- Section du cohen: Bereshit[3]
- Section du levi: Bereshit[3]
- Section d'israël: Bereshit[3]

### Maqam
Un maqam est un système de modes musicaux utilisé dans la musique arabe mélodique classique. Les juifs originaires des pays orientaux (Afrique du Nord, Syrie) s'en sont inspirés, et adaptent la mélodie de la liturgie du Shabbat en fonction du contenu de la parasha de cette semaine. Ils emploient 10 maqam différents, possédant chacun son usage propre.
Le maqam utilisé lors du sabbath au cours duquel on lit la parashat Haye Sarah est le Maqam Hijaz, employé pour les évènements solennels ou funèbres, ici la mort de Sarah et plus tard celle de son époux.

## Haftara
La haftara est une portion des livres des Neviim ("Les Prophètes") qui est lue publiquement à la synagogue après la lecture de la Torah. Elle présente généralement un lien thématique avec la parasha qui l'a précédée. 
La haftara pour la parashat Hayei Sarah est:
- pour les Ashkénazes, les Sépharades, et les communautés de Dardaï :  1 Rois 1:1–31
- pour les Teimanim: 1 Rois 1:1–31,46
- pour les Karaïtes : Isaïe 51:2–51:22
- pour les Italkim: 1 Rois 1:1–34

Le Premier Livre des Rois raconte que le roi David, dans sa vieillesse fait oindre son fils Salomon comme le nouveau roi d'Israël et de Judée. Ce sacre met un terme aux prétentions d'Adonias pour le trône. Cette haftara est en lien avec le fait qu'Abraham, dans sa vieillesse, prend aussi certaines dispositions: acheter une terre pour la sépulture de Sarah et la sienne, et envoyer un serviteur chercher une femme de sa parenté pour son fils Isaac.